# Seeing
El seeing (visión o visibilidad astronómica) es un término utilizado en astronomía para referirse al efecto distorsionador de la atmósfera sobre las imágenes de objetos astronómicos. El seeing está causado por turbulencias atmosféricas causando variaciones de densidad que deforman el camino óptico recorrido por los rayos de luz de objetos exteriores a la atmósfera. El seeing se mide mediante la mejor resolución angular posible en unas condiciones dadas. Las mejores condiciones de observación dan un diámetro de seeing de 0.4" segundos de arco en observatorios situados a gran altitud como en Mauna Kea, La Palma o en el cerro Paranal;en los observatorios situados a baja altura es habitual que el seeing nunca descienda de 1" o incluso sea superior, dependiendo de la turbulencia local.
El seeing depende fuertemente de la longitud de onda utilizada en la observación siendo mayor en longitudes de onda cortas y menor e incluso despreciable en longitudes de onda largas (infrarrojo lejano y radio).
Diferentes técnicas de óptica adaptativa permiten obtener imágenes en el visible con una resolución superior al límite atmosférico impuesto por el seeing pero generalmente únicamente en observaciones sobre campos visuales pequeños.
Diseñada por el astrónomo francés Antoniadi, se denomina también escala de Antoniadi y está comprendida entre los números romanos I al V, empleando números romanos para evitar confusiones con otro tipo de parámetros astronómicos.
I)     seeing perfecto, imágenes sin ningún tipo de temblequeo.
II)    ligeras ondulaciones de las imágenes, con momentos de calma.
III)   seeing moderado, caracterizado por perceptibles temblores de las imágenes.
IV)  seeing pobre, con constantes y molestas ondulaciones de las imágenes.
V)   seeing pésimo, con serias dificultades para discernir las imágenes.
Existe otra escala ideada por William H. Pickering, por medio de un refractor acromático de 125 mm de diámetro, que divide la visión en diez grados numerados del 1 (el peor) al 10 (el mejor posible); es menos utilizada.